# 池田斉訓
池田 斉訓（いけだ なりみち）は、江戸時代後期の大名。因幡鳥取藩9代藩主。官位は従四位上・左近衛権少将。

## 略歴
8代藩主・池田斉稷の次男として誕生した。
父・斉稷は始め徳川家斉の十三男を養嗣子・斉衆としたため、斉訓は庶子扱いだったが、文政9年（1826年）に斉衆が早世したため嫡子となる。天保元年（1830年）、父・斉稷が死去して家督を継ぐ。天保2年（1831年）、将軍家斉の前で元服式を行い、偏諱を受け斉訓と名乗る。従四位下侍従に任じられ、因幡守と称す。その後、家斉の娘・泰姫と婚約し、徳川宗家より厚遇される。天保6年（1835年）、左近衛権少将に昇任する。天保7年（1836年）、領国鳥取で天保の大飢饉が深刻化し、申年がしんと呼ばれた。天保11年（1840年）、泰姫と婚儀が行なわれ、従四位上に昇任する。
天保12年（1841年）、江戸城で死去した。法号は瑞徳院殿智覚良温大居士。嗣子が無かったため、分家の池田仲律の長男・慶行が養子として跡を継いだ。墓所は鳥取藩主池田家墓所。

## 系譜
- 父：池田斉稷（1788年 - 1830年）
- 母：高沢氏
- 正室：泰姫（1827年 - 1843年） - 益子、泰明院、徳川家斉の27女（末子）
- 養子
  - 男子：池田慶行（1832年 - 1848年） - 池田仲律の長男
  - 女子：儕 - 秋田肥季正室、池田道一（池田治道の子）の娘